# فورست هوم (آلاباما)
فورست هوم (به انگلیسی: Forest Home) یک منطقهٔ مسکونی در ایالات متحده آمریکا است که در شهرستان باتلر، آلاباما واقع شده‌است. فورست هوم ۱۳۱٫۹۸ متر بالاتر از سطح دریا واقع شده‌است.